# Гігіенонт
Гігіенонт (дав.-гр. Ὑγιαίνοντ; дата народження невідома — близько 200 р. до н. е.) — боспорський архонт, можливо узурпатор.
Інших відомостей про цього царя в наш час[коли?] немає. Після його смерті влада перейшла до Спартока V, можливо сина Перісада II або Спартока IV.